# Tectaria kusukusensis
Tectaria kusukusensis là một loài thực vật có mạch trong họ Dryopteridaceae. Loài này được (Hayata) Lellinger miêu tả khoa học đầu tiên năm 1968.